# Hartmut Griesmayr
Hartmut Griesmayr (* 18. April 1945 in Bad Berka) ist ein deutscher Regisseur und Drehbuchautor.

## Leben und Wirken
Seine Kindheit verbrachte Griesmayr in Bayern und Baden-Württemberg. Im Jahre 1970 schloss er sein Studium an der Hochschule für Fernsehen und Film München ab. In den folgenden Jahren führte er Regie bei kleineren Serien der Bavaria Film. Es folgten Dreharbeiten für Das kleine Fernsehspiel des ZDF.
Griesmayr führte bei 26 Tatort-Filmen Regie, die im Zeitraum von 1979 bis 2007 erstausgestrahlt wurden (siehe Liste der Tatort-Regisseure). Damit ist er Rekordhalter (auf Platz 2 stehen Hajo Gies und Thomas Jauch mit jeweils 21 Folgen (Stand Februar 2022)).
Ebenso war er Regisseur bei Auf Achse, Der Alte, Polizeiruf 110, Peter Strohm, Mit Leib und Seele sowie zahlreichen Fernsehfilmen, zum Beispiel Stan Becker – Ohne wenn und aber (2001) und Ein Entwicklungsroman (1975). Letzteren zählt er selbst zu seinen größten Erfolgen. In Zusammenarbeit mit seiner Lebensgefährtin Ute Geber, die häufig seine Regieassistentin war, verfasste er auch zahlreiche Drehbücher, von 36 Geschichten für Der Alte waren es 21 Zusammenarbeiten.

## Filmografie (Auswahl)
- ab 1978: Auf Achse, zahlreiche Folgen
- 1979: Tatort: Alles umsonst
- 1979: Tatort: Ein Schuß zuviel
- 1979: Tatort: Schweigegeld
- 1980: Tatort: Streifschuß
- 1980: Das Ziel (Buch: Karl Heinz Willschrei)
- 1981: Ein zauberhaftes Biest (Fernsehserie, 9 Folgen)
- 1981: Jeans
- 1982: Tatort: Kindergeld
- 1982–1988: Die Krimistunde (Fernsehserie, 24 Folgen)
- 1984: Tatort: Haie vor Helgoland
- 1985: Mord im Spiel
- 1988: Tatort: Sein letzter Wille
- 1990: Die Frosch-Intrige
- 1991: Marx & Coca Cola
- 1991: Unser Haus
- 1992: Vier Frauen sind einfach zuviel
- 1993: Tatort: Bienzle und die schöne Lau
- 1994–1999: Ärzte
- 1994: Die Gerichtsreporterin (Fernsehserie, 13 Folgen)
- 1994: Tatort: Bienzle und das Narrenspiel
- 1995: Tatort: Bienzle und die Feuerwand
- 1996: Tatort: Heilig Blut
- 1996: Ein Mord auf dem Konto
- 1996: Tresko – Der Maulwurf
- 1997: Tatort: Brüder
- 1998: Tatort: Schüsse auf der Autobahn
- 1998: Tatort: Engelchen flieg
- 1999: Tatort: Bienzle und die blinde Wut
- 2000: Polizeiruf 110: Verzeih mir
- 2000: Tatort: Rattenlinie
- 2000: Tatort: Bienzle und das Doppelspiel
- 2000–2013: Der Alte (insgesamt 50 Episoden, 36 davon auch als Drehbuchautor)
- 2001: Tatort: Du hast keine Chance
- 2001: Tatort: Bienzle und der Todesschrei
- 2002: Polizeiruf 110: Henkersmahlzeit
- 2002: Tatort: Reise ins Nichts
- 2003: Tatort: Bienzle und der Tod im Teig
- 2003: Polizeiruf 110: Kopf in der Schlinge
- 2004: Polizeiruf 110: Barbarossas Rache
- 2004: Paradies in den Bergen
- 2004: Tatort: Bienzle und der steinerne Gast
- 2004: Ein Baby zum Verlieben
- 2005: Tatort: Bienzle und der Sizilianer
- 2005: Polizeiruf 110: Vollgas
- 2006: Tatort: Kunstfehler
- 2007: Tatort: Bienzle und die große Liebe
- 2007: Tatort: Bienzle und sein schwerster Fall
- 2009: Schicksalstage in Bangkok
- 2010: Haltet die Welt an
- 2010: Schatten der Erinnerung
- 2011: Nur der Berg kennt die Wahrheit

## Auszeichnungen
- Internationaler Kritikerpreis Monte Carlo
- tz-Rose